# Spartans Football Club
Lo Spartans Football Club, meglio noto come The Spartans, è una società calcistica scozzese con sede nella città di Edimburgo. Milita in Scottish League Two, la quarta divisione del campionato scozzese.

## Storia
Fondata nel 1951, vanta tre vittorie della Lowland Football League. Possiede altresì una squadra femminile, che milita in Scottish Women's Premier League, la prima divisione del campionato scozzese di calcio femminile.

## Palmarès

### Competizioni nazionali
- Lowland Football League: 3

2013-2014, 2017-2018, 2022-2023

### Competizioni regionali
- East of Scotland Football League: 9

1971–1972, 1983–1984, 1996–1997, 2001–2002, 2003–2004, 2004–2005, 2008–2009, 2009–2010, 2010–2011

## Organico
| N. |                        | Ruolo | Calciatore             |
| -- | ---------------------- | ----- | ---------------------- |
| 1  | Scozia (bandiera)      | P     | Blair Carswell         |
| 2  | Scozia (bandiera)      | D     | Kieran Watson          |
| 3  | Scozia (bandiera)      | D     | Callum Booth           |
| 4  | Scozia (bandiera)      | D     | Kevin Waugh (capitano) |
| 5  | Scozia (bandiera)      | D     | Jordan Tapping         |
| 6  | Scozia (bandiera)      | C     | Gavin Morrison         |
| 7  | Scozia (bandiera)      | C     | Jamie Dishington       |
| 8  | Scozia (bandiera)      | C     | Sam Jones              |
| 9  | Scozia (bandiera)      | A     | Blair Henderson        |
| 10 | Scozia (bandiera)      | A     | Sean Brown             |
| 11 | Scozia (bandiera)      | A     | Cammy Russell          |
| 12 | Stati Uniti (bandiera) | P     | Mason McCready         |

| N. |                        | Ruolo | Calciatore     |
| -- | ---------------------- | ----- | -------------- |
| 14 | Scozia (bandiera)      | C     | Danny Denholm  |
| 15 | Scozia (bandiera)      | D     | Ayrton Sonkur  |
| 17 | Scozia (bandiera)      | C     | Alan Brown     |
| 18 | Scozia (bandiera)      | C     | Bryan Mwangi   |
| 19 | Inghilterra (bandiera) | C     | Harvey Swann   |
| 20 | Scozia (bandiera)      | A     | Sam Newman     |
| 21 | Scozia (bandiera)      | P     | Adam Meek      |
| 26 | Scozia (bandiera)      | C     | Rhys Armstrong |
| 28 | Inghilterra (bandiera) | C     | James Craigen  |
| 33 | Scozia (bandiera)      | C     | Bradley Whyte  |
| 44 | Scozia (bandiera)      | D     | Paul Watson    |